# 香槟蟹
香槟蟹（Hypothalassia acerba），是螃蟹的一个大型品种，生长于澳大利亚西南海岸和新西兰的50-100m深温带海底泥沙沉积物。